# Санта Исабель де Унгрия ин Коломарес
Санта Исабель де Унгрия ин Коломарес (исп. Santa Isabel de Hungria in Colomares) — часовня, посвящённая Святой Елизавете Венгерской. В 1992 году была занесена в Книгу рекордов Гиннесса как самая маленькая в мире церковь (в данный момент такие рекорды больше не регистрируются). Площадь часовни в Коломаресе составляет 1,96 кв. м. Другим претендентом на звание самой маленькой в мире считается часовня, построенная на Кросс-Айленде, Онейда, штат Нью-Йорк, США, в 1989 году, площадь которой составляет 2,67 кв. м.
Часовня Санта Исабель де Унгрия ин Коломарес находится в Бенальмадене в провинция Малага, Испания.
Формально церковь принадлежит к епископству Малаги, и в ней проводятся мессы, однако из-за недостатка места в ней помещается только священник: его помощникам приходится стоять снаружи. В Санта Исабель де Унгрия отправляются обычные католические обряды, например, проводится венчание.
В архитектурном отношении эта часовня не является самостоятельным сооружением, а расположена внутри другого культового сооружения — замка Коломарес, самом большом в мире памятнике Христофору Колумбу. Коломарес возведен в конце XX века в честь Христофора Колумба и открытия Америки и являет собой смешение различных архитектурных стилей: византийского, романского, готического, мавританского. Архитектура Коломареса символизирует разнообразие корней испанской культуры, а также мировой культурный обмен, начало которому положило путешествие Колумба (пагода на территории замка воздвигнута в память о стремлении Колумба достичь Китая).